# Liste d'élèves de HEC Paris
 (mars 2025).
Cette liste d'élèves de HEC Paris regroupe les élèves notoires de l'École des hautes études commerciales de Paris.
Ils sont représentés par l'association HEC Alumni.

## Politique

### Dirigeants d'organisations internationales
- Pascal Lamy (promotion 1969), directeur général de l'Organisation mondiale du commerce
- Dominique Strauss-Kahn (promotion 1971), directeur général du Fonds monétaire international
- Bertrand Badré (promotion 1989), Directeur Financier de la Banque Mondiale

### Chefs d'État et de gouvernement
- Francisco Madero, Président du Mexique
- Paul Reynaud (promotion 1898), Premier ministre de France
- Son Sann (promotion 1933), Premier ministre du Cambodge
- Édith Cresson (promotion 1957), Premier ministre de France
- Kabiné Komara, Premier Ministre de Guinée
- François Hollande (promotion 1975), président de la France
- Abdoul Mbaye (promotion 1976), Premier Ministre du Sénégal
- Bozidar Djelic (promotion 1987), vice-premier ministre de Serbie
- Milojko Spajić (MBA), Premier ministre du Monténégro

### Ministres et secrétaires d'État
- Maurice Herzog (promotion 1944), secrétaire d'État français à la Jeunesse et aux Sports
- Hervé de Charette (promotion 1960), ministre français des Affaires étrangères
- François d'Aubert (promotion 1966), ministre français de la Recherche
- Jean-Louis Borloo (promotion 1976), ministre français de l'Ecologie
- Serge Lepeltier (promotion 1976), ministre français de l'Ecologie
- Éric Woerth (promotion 1981), ministre français du Budget
- Valérie Pécresse (promotion 1988), ministre française de l'Enseignement supérieur
- Rachida Dati, Ministre française de la Justice
- Benjamin Griveaux (promotion 2001), secrétaire d'État français à l'Économie

### Autres personnalités politiques
- Bertrand Denis (promotion 1923), député français
- Pierre Perroy (promotion 1928), député français
- Joseph Fontanet (promotion 1940), député français
- Xavier de Villepin (promotion 1949), député français
- Georges Frêche (promotion 1961), maire de Montpellier, député français
- Pierre Brochand (promotion 1962), directeur de la DGSE
- Bernard Brochand (promotion 1962), maire de Cannes, député français
- Jacques Cheminade (promotion 1963), militant politique français et candidat à la présidentielle
- Jean-Claude Guibal (promotion 1963), député français
- Danielle Bousquet (promotion 1967), députée française
- Daniel Bernard (promotion 1969), ambassadeur au Pays-Bas, au Royaume-Uni et en Algérie
- Gilles Carrez (promotion 1972), député français
- Aziz Mekouar (promotion 1974), ambassadeur du Maroc, président de l'Organisation pour l'alimentation et l'agriculture
- François Asselineau (promotion 1980), Inspecteur général des finances et fondateur de l'UPR
- Michel Grall (promotion 1984), député français
- Nicolas Dufourcq (promotion 1984), directeur de la Banque publique d'investissement
- Dominique Dord (promotion 1985), député français
- Pablo Kleinman (promotion 2003), entrepreneur américain, journaliste et responsable du Republican Party
- Florian Philippot (promotion 2005), député européen et vice-président du Front national (FN)
- Nicolas Princen (promotion 2007), conseiller du président français Nicolas Sarkozy
- Jean-Christophe Napoléon (promotion 2011), Chef de la Maison Bonaparte

## Monde des affaires
- Alain Taravella, Milliardaire et fondateur d'Altarea
- Serge Dassault, Milliardaire et fondateur du Groupe Dassault
- Georges Schwob d'Héricourt (promotion 1882), président de la SFCO
- Pierre Bellon (promotion 1954), milliardaire et président de Sodexo
- Maurice de Kervenoaël (promotion 1960), vice-président d'Hermès International, président des Champagnes Laurent-Perrier, romancier.
- Louis Gallois (promotion 1966), PDG d'EADS
- Henri Proglio (promotion 1971), PDG d'Électricité de France
- Baudouin Prot (promotion 1972), PDG de BNP Paribas
- Michel de Rosen (promotion 1974), PDG d'Eutelsat
- Christophe Cuvillier (promotion 1976), PDG d'Unibail Rodamco
- Henri de Castries (promotion 1976), PDG d'AXA
- Denis Kessler (promotion 1976), PDG de Scor
- Jean-Dominique Sénard (promotion 1976), PDG de Michelin
- Jean-Paul Agon (promotion 1978), PDG de L'Oréal
- Rémy Pflimlin (promotion 1978), PDG de France Télévisions de 2010 à 2015
- Pierre Danon (promotion 1980), Président de Volia
- Mercedes Erra (promotion 1981), PDG de Havas Worldwide
- Hubert Joly (promotion 1981), PDG de Best Buy
- Stéphane Richard (promotion 1981), PDG de Orange
- Gilles Schnepp (promotion 1981), PDG de Legrand
- Alain Weill (promotion 1984), PDG de NextRadioTV
- Valérie Hermann (promotion 1985), ancienne PDG de Yves Saint Laurent et de Reed Krakoff
- François-Henri Pinault (promotion 1985), PDG de Kering
- Jean-Pierre Aguilar (promotion 1986), PDG de Capital Fund Management
- Emmanuel Faber (promotion 1986), PDG de Danone
- Frédéric Lemoine (promotion 1986), PDG de Wendel
- François Pérol (promotion 1986), PDG du BPCE
- Pascal Soriot (promotion 1986), PDG d'AstraZeneca
- Dan Serfaty (promotion 1987), PDG de Viadeo
- Fréderic Jousset (promotion 1992), PDG de Webhelp
- Loïc Le Meur (promotion 1996), entrepreneur en série
- Fidji Simo (promotion 2008), PDG de Instacart

## Universitaires
- Michel Crozier (promotion 1943), sociologue
- Pierre Rosanvallon (promotion 1969), historien
- Gérard Valin (promotion 1969), Directeur Général ("Dean") du groupe ESSEC, doyen des professeurs de Skema
- Jean-Louis Scaringella (promotion 1970), Doyen de ESCP Europe
- Michèle Pujol (promotion 1973), économiste
- Bernard Ramanantsoa (promotion 1976), Doyen de HEC Paris
- Loïc Wacquant (promotion 1981), sociologue
- Éric Pichet (promotion 1985), économiste et professeur à KEDGE
- Frédéric Lordon (promotion 1987), économiste
- Itzhak Gilboa, Professeur AXA d'économie et de sciences de la décision

## Médias
- Claire Chazal (promotion 1978), journaliste sur TF1
- Érik Izraelewicz (promotion 1976), réalisateur du Le Monde
- Odette Kahn (promotion 1946), éditrice
- Florence Noiville (promotion 1984), journaliste
- Philippe Ragueneau (promotion 1939), journaliste
- Dominique Tchimbakala, présentatrice du journal télé (promotion 2021), journaliste

## Écrivains et artistes
- Paul Vialar (promotion 1920), écrivain
- Jacques Rouxel (promotion 1949), animateur de cinéma
- Bernard Fresson (promotion 1953), acteur
- Catherine Robbe-Grillet (promotion 1953), écrivaine et photographe
- François Brune (promotion 1964), écrivain
- Jean-François Stévenin (promotion 1967), acteur
- Gérard Valin,(promotion1969) dramaturge et historien
- Bernard Le Nail (promotion 1970), écrivain
- Flore Vasseur, réalisatrice, scénariste, productrice de films, romancière, journaliste et entrepreneure.

## Sportifs
- Émile Lesieur (promotion 1908), joueur de rugby
- Jacques Georges (promotion 1938), président de l'UEFA
- Alain Cayzac (promotion 1963), président du Paris Saint-Germain Football Club
- Perrine Pelen (promotion 1986), championne du monde de ski
- Hubert Gardas (promotion 1990), champion olympique d'escrime
- Sylvain Marconnet (promotion 2011), rugbyman

## Militaires
- Roland Garros (promotion 1908), pilote de chasse pendant la Première Guerre mondiale